# Porpoloma amyloideum
Porpoloma amyloideum är en svampart som först beskrevs av G. Stev., och fick sitt nu gällande namn av E. Horak 1971. Porpoloma amyloideum ingår i släktet Porpoloma och familjen Tricholomataceae.   Inga underarter finns listade i Catalogue of Life.